# チルドレン
『チルドレン』は、伊坂幸太郎による連作短編小説集。『小説現代』（講談社）に2002年4月号から2004年3月号にかけて短編5編が順次掲載され、2004年5月21日に講談社より刊行、2007年5月15日に講談社文庫より文庫化された。2005年（第2回）本屋大賞第5位。第56回日本推理作家協会賞短編部門候補作。
『CHiLDREN チルドレン』と題して2006年5月にWOWOW「ドラマW」でテレビドラマ化され、同年11月に劇場公開された。また、2014年2月に東京ハートブレイカーズにより舞台化された。
続編となる長編小説『サブマリン』が2016年3月に刊行されている。

## 概要
「俺たちは奇跡を起こすんだ」独自の正義感を持ち、いつも周囲を自分のペースに引き込むがなぜか憎めない男、陣内。彼を中心にして起こる不思議な事件の数々――。何気ない日常に起こった5つの物語が、一つになったとき、予想もしない奇跡が降り注ぐ。
作者が「短編集のふりをした長編小説」と述べているように、収録された全作品に陣内という男が登場する、連作短編である。作品ごとに語り手が異なっている。また、「バンク」「レトリーバー」「イン」ではほぼ同じ時代が描かれており、「チルドレン」「チルドレンII」では、前述の3作品より後の時代が描かれている。

## 収録作品
- バンク（初出：『小説現代』〈講談社〉 2002年4月号）
- チルドレン（初出：『小説現代』〈講談社〉 2002年11月号）
- レトリーバー（初出：『小説現代』〈講談社〉 2003年9月号）
- チルドレンII（初出：『小説現代』〈講談社〉 2003年12月号）
- イン（初出：『小説現代』〈講談社〉 2004年3月号）

## あらすじ
バンク
　

チルドレン
　

レトリーバー
　

チルドレンII
　

イン
　

## 登場人物
陣内
全篇にわたって登場している。彼の振りかざす無茶苦茶な論理は周囲を振り回すが、あまり憎まれない人柄をしている。
父親との確執がある。
「バンク」「レトリーバー」「イン」では家裁調査官を目指している。
「チルドレン」「チルドレンII」では家裁調査官になっている。また、あるバンドに加わっている。
鴨居
「バンク」「イン」に登場する大学生。陣内が路上でギターを演奏しているときにたまたま出会った。
永瀬
盲目の青年。生まれたときから全盲であったが、声の調子などから周囲を把握する事に熟達しており、冷静な判断力や推理力も持ち合わせている。ベスという名の盲導犬を飼っている。「バンク」「レトリーバー」「イン」に登場する。
優子
永瀬の恋人。「レトリーバー」「イン」に登場し、盲目の永瀬に周りの景色など様々な情報を提供する。盲導犬のベスに対して嫉妬心を覚えている。
武藤
「チルドレン」「チルドレンII」に登場する。陣内の後輩に当たる家裁調査官。

## 映像化作品

### テレビドラマ
『CHiLDREN チルドレン』と題してWOWOWの『ドラマW』でテレビドラマ化され、2006年5月21日の20:00 - 21:50に放送された。
第33回放送文化基金賞テレビドラマ番組賞受賞作。

#### キャスト（テレビドラマ）
- 武藤俊介 - 坂口憲二
- 陣内達也 - 大森南朋
- 青木美春 - 小西真奈美
- 永瀬政人 - 加瀬亮
- 木原志朗 - 三浦春馬
- 木原周五郎 - 國村隼

#### スタッフ（テレビドラマ）
- 原作 - 伊坂幸太郎『チルドレン』（講談社刊）
- 脚本 - 後藤法子、源孝志
- 監督 - 源孝志
- プロデューサー - 青木泰憲
- 協力プロデューサー - 浦井孝行（国際放映）、河角直樹（国際放映）
- 企画統括 - 山本均
- 音楽 - 椎名KAY太
- エンディングテーマ - キリンジ「影の唄」（コロムビアミュージックエンタテインメント）
- 制作 - WOWOW
- 制作協力 - 国際放映

### 映画
『CHiLDREN チルドレン』のタイトルで2006年11月4日に劇場公開された。

#### キャスト（映画）
- 武藤俊介：坂口憲二
- 陣内達也：大森南朋
- 青木美春：小西真奈美
- 木原志朗：三浦春馬
- 永瀬政人：加瀬亮
- 青木良平（美春の叔父）：長谷川初範
- 木原周五郎（志朗の父）：國村隼
- 小山内光一（主任調査官）：小林隆
- 間島茂子（女性調査官）：渡辺典子
- 刑事：近藤芳正
- 史朗の母親：岡まゆみ
- 居酒屋の客：相島一之
- 居酒屋の客：田口浩正
- 高校時代の美春：吉高由里子

#### スタッフ（映画）
- 原作：伊坂幸太郎
- 監督：源孝志
- 脚本：後藤法子、源孝志
- プロデューサー：青木泰憲
- 協力プロデューサー：浦井孝行、河角直樹

### 関連商品（映像化作品）
DVD
- 『CHiLDREN チルドレン』（2007年2月2日発売、角川エンタテインメント、ACBD-10445）

## 舞台
2014年2月25日から3月2日にかけて東京ハートブレイカーズにより舞台化。吉祥寺スターパインズカフェにて上演、舞台には実際の盲導犬が登場した。

### キャスト（舞台）
- 岡田達也
- 首藤健祐
- みのすけ
- 大久保祥太郎
- 萩野崇
- 佐藤みゆき
- 西川浩幸
- 吉田大輝
- 緒方和也
- 西山宏幸
- 清水宏
- 平野勲人
- 石川よしひろ
- 奥山琴夏

### 関連商品（舞台）
サウンドトラック
- 好きさ★「拉致したい」

DVD
- 東京ハートブレイカーズ 「チルドレン」（2014年6月9日発売）